# Karol Boromeusz Chądzyński
Karol Boromeusz Chądzyński (ur. 26 października 1868 w Łasku, zm. 19 grudnia 1947 w Łodzi) – polski aptekarz, kupiec, polityk, poseł na Sejm I kadencji w II RP z ramienia Związku Ludowo-Narodowego.

## Życiorys
Ukończył studia na wydziale farmaceutycznym uniwersytetu w Warszawie. Członek towarzystw handlowych i przemysłowych w Łodzi.

### Funkcje, stanowiska
Członek komisji rewizyjnej (29.08.1915) i członek zarządu (10.09.1917) łódzkiego Stowarzyszenia właścicieli składów aptecznych „Drogista”.
Przewodniczący Związku zawodowego farmaceutów ziem polskich (1915).
Członek zarządu koła Polskiej Macierzy Szkolnej (PMS) (1917).
Kandydował do rady miejskiej w Łodzi w 1917 roku z listy przemysłowców, kupców i fabrykantów (kurja II). Na listę tę głosować mogli tylko fabrykanci. Z listy tej do rady miejskiej dostały się 2 osoby: Maurycy Poznański (syn Izraela Poznańskiego) i Henryk Grohman.
Jeden z założycieli i wieloletni prezes utworzonego w 1917 roku Stowarzyszenia Polskich Kupców i Przemysłowców Chrześcijan w Łodzi.
Członek zarządu koła opiekunów głównych szkół ludowych (1918).
Członek Rady Opiekuńczej dla istniejącej przy Stowarzyszeniu Kupców i Przemysłowców Chrześcijańskich w Łodzi szkoły handlowej niedzielno-wieczorowej (szkoła założona w styczniu 1918).
W wyborach do sejmu 5 XI 1922 roku uzyskał mandat posła z listy Chrześcijańskiej Jedności Narodowej.
Był prezesem Związku Zawodowego Przemysłu Włókienniczego „Praca Polska” należącego do centrali związkowej Zjednoczenia Zawodowego „Praca Polska”.
Prezes i członek zarządu Towarzystwa Przeciwżebraczego w Łodzi (od 1936 do co najmniej 1938).

### Majątek
Apteki i składy apteczne:
- Skład apteczny ul. Średnia 24 (ok. 1899-1900)[22][23] – obecnie ul. Pomorska[24]

- Apteka – ul. Piotrkowska 165 (ok. 1936-1937)[25][26]

Zakład Wód Mineralnych, z punktami sprzedaży:
- w ogrodzie miejskim przy ul. Mikołajowskiej (ok. 1906-1910)[27][28][29] – obecnie ul. Sienkiewicza[24]

- w kamienicy ul. Główna 51 róg ul. Widzewskiej (ok. 1913-1914)[30] – obecnie al. Piłsudskiego 35 róg ul. Kilińskiego[31]

Inne: samochód półciężarowy „Ford”, radjo, maszyna do wody sodowej (do 1932), pianino (do 1930).

## Rodzina
Z małżeństwa z Władysławą z domu Jasińską miał dwie córki i pięciu synów, z których wszyscy uczestniczyli w wojnie z Rosją w 1920 roku.
Synowie na zdjęciu, górny rząd (stojący): Jerzy (architekt), Tadeusz (prawnik), Aleksander(adwokat), Władysław (inżynier budownictwa), Stanisław (najmłodszy syn – inżynier elektryk), Córki pierwsza od lewej: Zofia (profesor filologii polskiej), pierwsza od prawej Julia (farmaceutka).